# Orangozinho
Orangozinho ist eine 107 km² große, bewohnte Insel des Bissagos-Archipels, der zu Guinea-Bissau gehört. Verwaltungsmäßig gehört sie zum Sektor Bubaque.
Sie ist von den westlich gelegenen Inseln Canogo (Nordwesten) und Menegue auf die ganze Länge von 18 Kilometern nur durch einen schmalen, 400 bis 2000 Meter breiten Meeresarm getrennt.

## Demografie
Im Jahr 2009 hatte die Insel 706 Einwohner, von denen die meisten im größten Dorf Wite lebten. Die Bevölkerung gehört ausschließlich der ethnischen Gruppe der Bijagó an, die neben den einheimischen Bijagó-Sprachen auch das Kreolisch von Guinea-Bissau spricht. Die Gesellschaft ist matriarchalisch geprägt; Frauen spielen eine zentrale Rolle bei Entscheidungsprozessen, beim Besitz von Eigentum und bei Heiratsritualen.

## Wirtschaft
Die wichtigste Erwerbsquelle ist die Subsistenzfischerei in Küsten- und Gezeitengewässern, ergänzt durch das Sammeln von Schalentieren und Krabben. Der kleinbäuerliche Anbau umfasst Reis, Knollenpflanzen, Gemüse sowie Palmen zur Ölgewinnung. Der Ökotourismus entwickelt sich allmählich, gefördert durch Initiativen des Orango-Nationalparks, die geführte Wildtier- und Kulturtouren anbieten.